# 廣田神社 (いすみ市)
廣田神社 （ひろたじんじゃ）とは、千葉県いすみ市の大原漁港の傍にある神社であり、付近の漁師たちが海上安全と大漁を祈願する神社である。

## 由緒
1471年、摂津国の官幣大社廣田大社により勧請された。

## 祭神
事代主命（コトシロヌシノミコト）